# Сметливый (сторожевой корабль)
«Сметливый» — сторожевой корабль модернизированного проекта 01090. Входил в состав 30-й дивизии надводных кораблей Черноморского флота ВМФ СССР, а с 1991 года Черноморского флота ВМФ России.
До 1 июня 1992 года классифицировался как большой противолодочный корабль проекта 61 типа «Комсомолец Украины». За характерный высокий звук газовых турбин (первый в мире серийный проект с газотурбинными установками) корабли этого типа получили на флоте прозвище «поющие фрегаты». До августа 2020 года являлся последним «поющим фрегатом» и старейшим боевым кораблем в составе ВМФ России, а также старейшим в мире из находящихся в строю кораблей класса «эсминец» («destroyer»).
С 1991 по 2015 годы носил бортовой № 810, с января 2016 года - № 870, с августа 2020 года возвращен № 810. 13 мая 2021 года установлен на вечную стоянку в Южной бухте города Севастополь как корабль-музей. Организовано экскурсионное посещение.

## История строительства
Закладка корабля состоялась 15 июля 1966 года на судостроительном заводе имени 61 коммунара в Николаеве, УССР. «Сметливый» был спущен на воду 26 августа 1967 года, зачислен в списки кораблей ВМФ СССР 15 июня 1968 года, впервые поднял флаг ВМФ СССР 15 июля 1969 года, вступил в строй 25 сентября 1969 года и 21 октября 1969 года включён в состав 30-й дивизии противолодочных кораблей Черноморского флота.

## История службы
Вошёл вместе с однотипным БПК «Красный Крым» в состав сформированной 1 июня 1970 года 11-я бригады противолодочных кораблей. Так в свою очередь была в составе 30-й ДиНК.
При несении первой боевой службы с 3 апреля по 20 мая 1970 года посетил Варну (Болгария, 04.04-06.04) и Александрию (Египет, 04.05-09.05).
В апреле 1972 года «Сметливый» нанёс визит в Касабланку (Марокко). С 6 по 12 марта 1973 года находился с визитом в Латакии (Сирия). В период 26.09 — 01.10 1973 года корабль посетил Сплит (Югославия), а с 06.10 обеспечивал эвакуацию советских специалистов и их семей из Сирии и Египта во время Войны Судного дня. После посещения с 9 по 13 августа 1974 года порта Варна (Болгария) и участия 30 августа в операции по спасению БПК «Отважный», совершил переход к берегам Египта, где в составе соединения кораблей ВМФ СССР до 14 октября 1974 года разминировал акваторию Суэцкого канала.
В 1976—1977 годах прошёл средний ремонт с установкой ЗРК «Волна-Н», 3-х антенн ТВ-системы наблюдения ближней надводной обстановки МТ-45, станции обнаружения теплового, кильватерного следа подводных лодок МИ-110КМ и системой орошения погребов «Карат-М».
С 26 июня по 1 июля 1980 года посетил Ла-Гулет (Тунис), со 2 по 4 января 1981 года — Варну (Болгария), с 23 по 30 декабря 1981 года — Сплит (Югославия). В 1984—1985 годах во время боевых служб в Чёрном и Средиземном морях на корабле прошли съемки художественного фильма «Мужские тревоги». Всего с 1970 по 1987 год «Сметливый» выполнил 12 боевых служб, участвовал в 10 межфлотских учениях и прошёл более 320000 миль.
«Сметливый» модернизирован по проекту 01090 в 1987—1995 годах на «Севастопольском морском заводе им. Орджоникидзе». На месте бомбометов РБУ-1000 установили направляющие для контейнеров противокорабельного комплекса «Уран», демонтировали вертолётную площадку и кормовую артиллерийскую башню, надстроив помещение неакустической системы обнаружения кильватерного следа подводных лодок «Кайра» МНК-300. Около ходовой рубки разместили системы постановок помех ПК-10, ПК-16 и дополнительные РЛС. В 2000 году на корабле временно устанавливались 8 пусковых контейнеров комплекса «Уран», демонтированных с ракетного катера ЧФ «Р-44», а окончательно контейнеры установлены в 2002 году.
Во время второй войны в Абхазии в мае 1998 года корабль был направлен в зону конфликта и использовался в качестве ретранслятора связи. В апреле 2000 года «Сметливый» под флагом командующего ЧФ ВМФ России адмирала Комоедова В. П. с официальным визитом посетил Стамбул (Турция). В 2003 году в составе группы кораблей ЧФ участвовал в военно-морских учениях в Индийском океане совместно с ВМС Индии и ТОФ ВМФ России. В августе 2003 года посетил Мумбай (Индия). Позднее с 20 августа по 15 сентября совместно с РКР «Москва» под флагом командующего ЧФ вице-адмирала В. В. Масорина принял участие в международных учениях с ЭМ «Аудаче» (Италия) и посетил порты Ла-Маддалена (Италия, 27-31.08.2003), Специя (Италия, 04-08.09.2003), Патры (Греция, 11-13.09.2003).

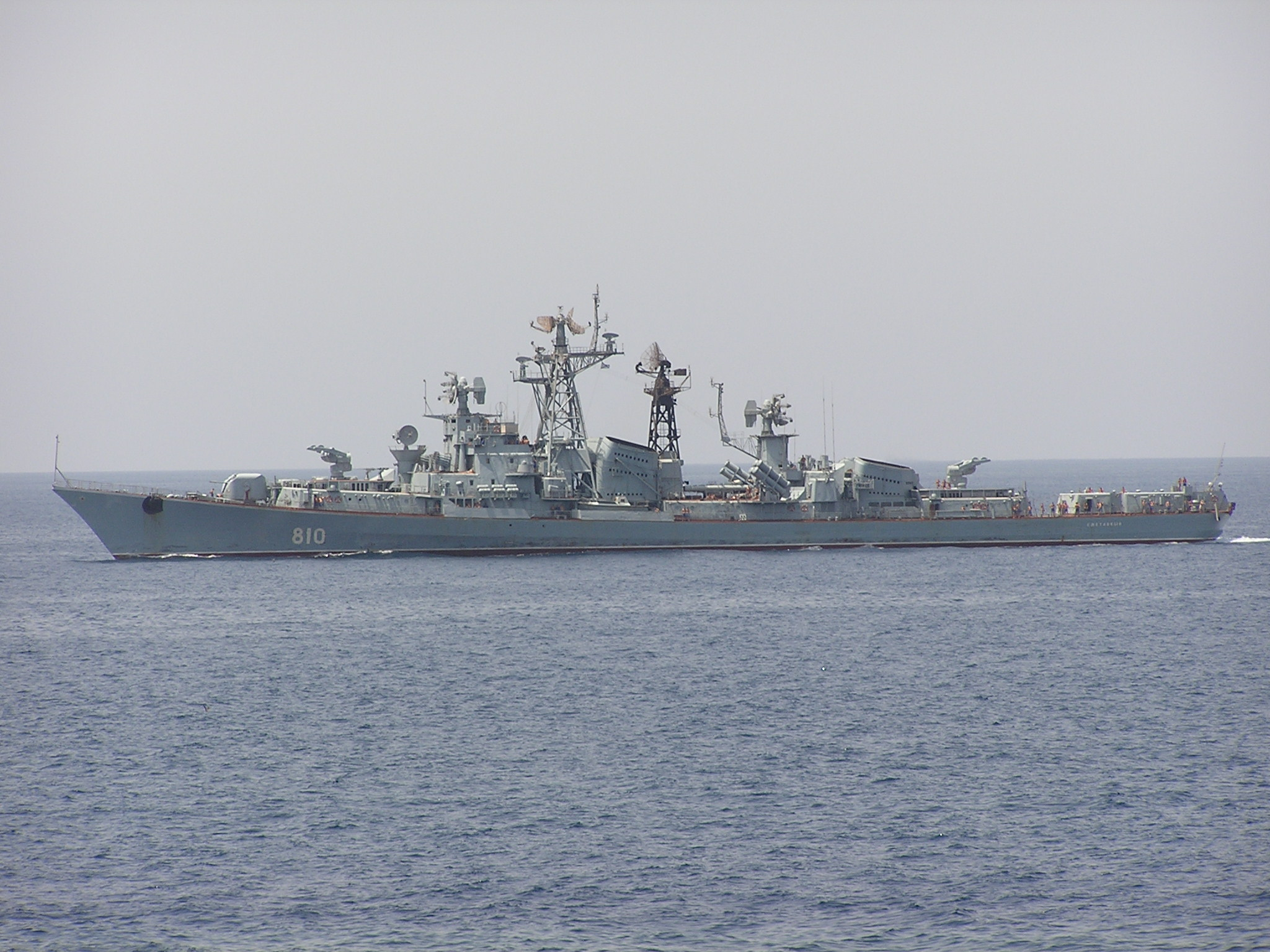
«Сметливый» в Красном море близ Хургады в 2003 году.

С 01.09 по 30.09 2004 года «Сметливый» участвовал в походе кораблей ЧФ ВМФ России в Средиземное море с официальным заходом в Измир (Турция, 02-04.09.2004), Салоники (Греция, 05-07.09.2004), Таранто (Италия, 09.09.2004), Аугуста (Италия, 20.09.2004), Валлетта (Мальта, 09.09.2004), Мирина (Греция, 27.09.2004). В период с 13 по 17 сентября 2004 года совместно с ракетным крейсером «Москва» принял участие в российско-итальянских учениях «Ионекс-2004», а с 26 октября по 7 ноября 2004 года совместно с СКР «Пытливый» в международной операции «Active Endeavour» в западной части Средиземного моря. С 06.04 по 14.04.2005 года под флагом командующего ЧФ вице-адмирала А. А. Татаринова выходил в сбор-поход кораблей ЧФ ВМФ России.
С февраля 2006 по март 2007 года корабль прошёл средний ремонт на судоремонтном заводе в Новороссийске. В начале 2008 года возвращён в состав сил постоянной готовности и с 18 по 20 марта в районе Новороссийска сдал комплекс задач совместного плавания и ведения морского боя совместно с БПК «Керчь». С 8 августа 2008 года участвовал в войне в Грузии. При ночной заправке 22 августа 2008 года произошёл разрыв трубопровода с попаданием топлива на газотурбинный генератор, пожаром в кормовом машинном отделении и гибелью матроса С. С. Николенко. После частичного устранения последствий аварии 2 сентября «Сметливый» самостоятельно вернулся в Севастополь.

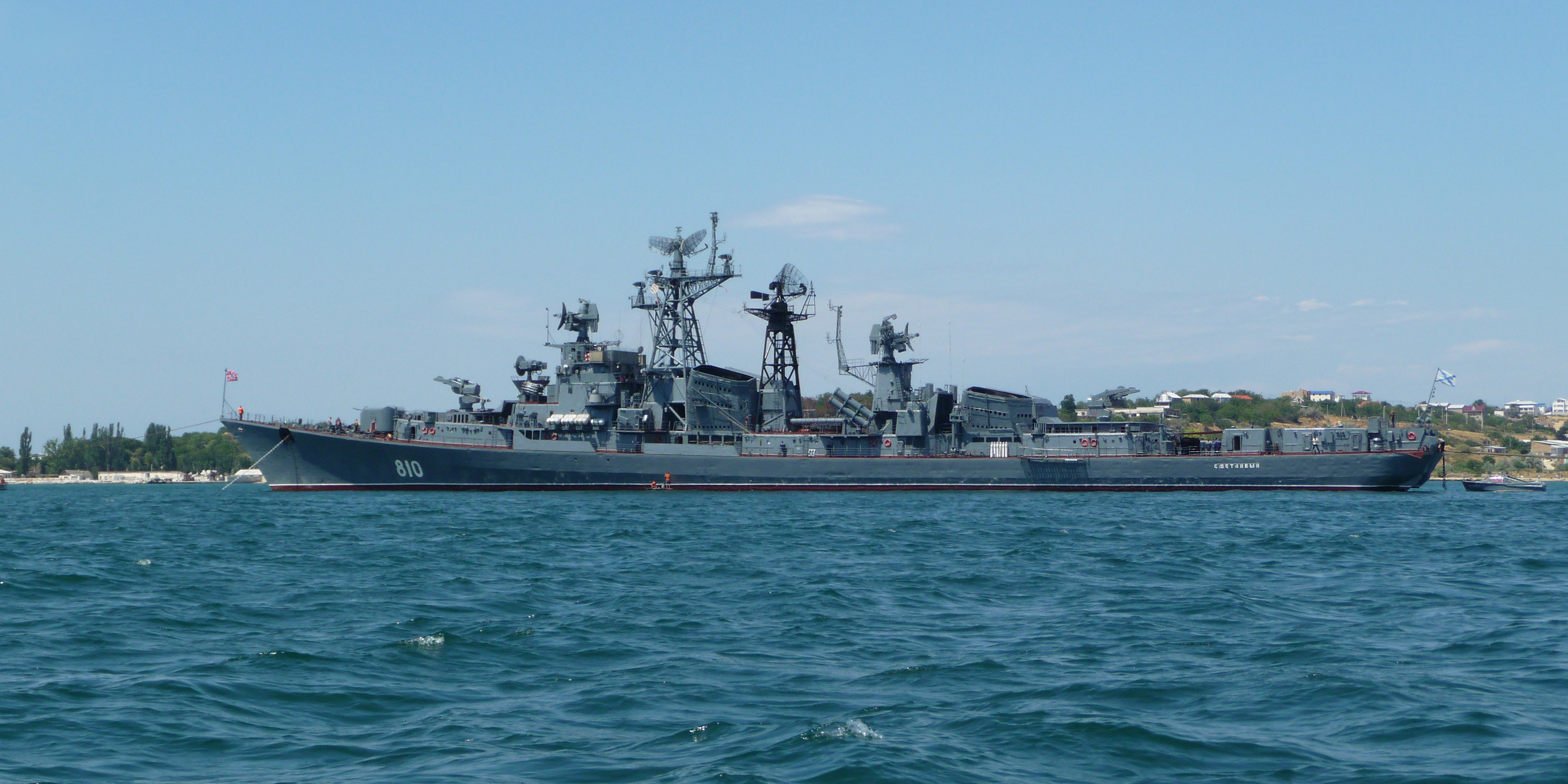
«Сметливый» в Севастополе на параде ко Дню ВМФ в 2009 году.

С сентября 2010 по февраль 2011 года на корабле проведён комплексный доковый ремонт с заменой газотурбинного двигателя № 3 и последующие в марте-апреле 2011 года ходовые испытания с выполнением артиллерийских и ракетных стрельб.

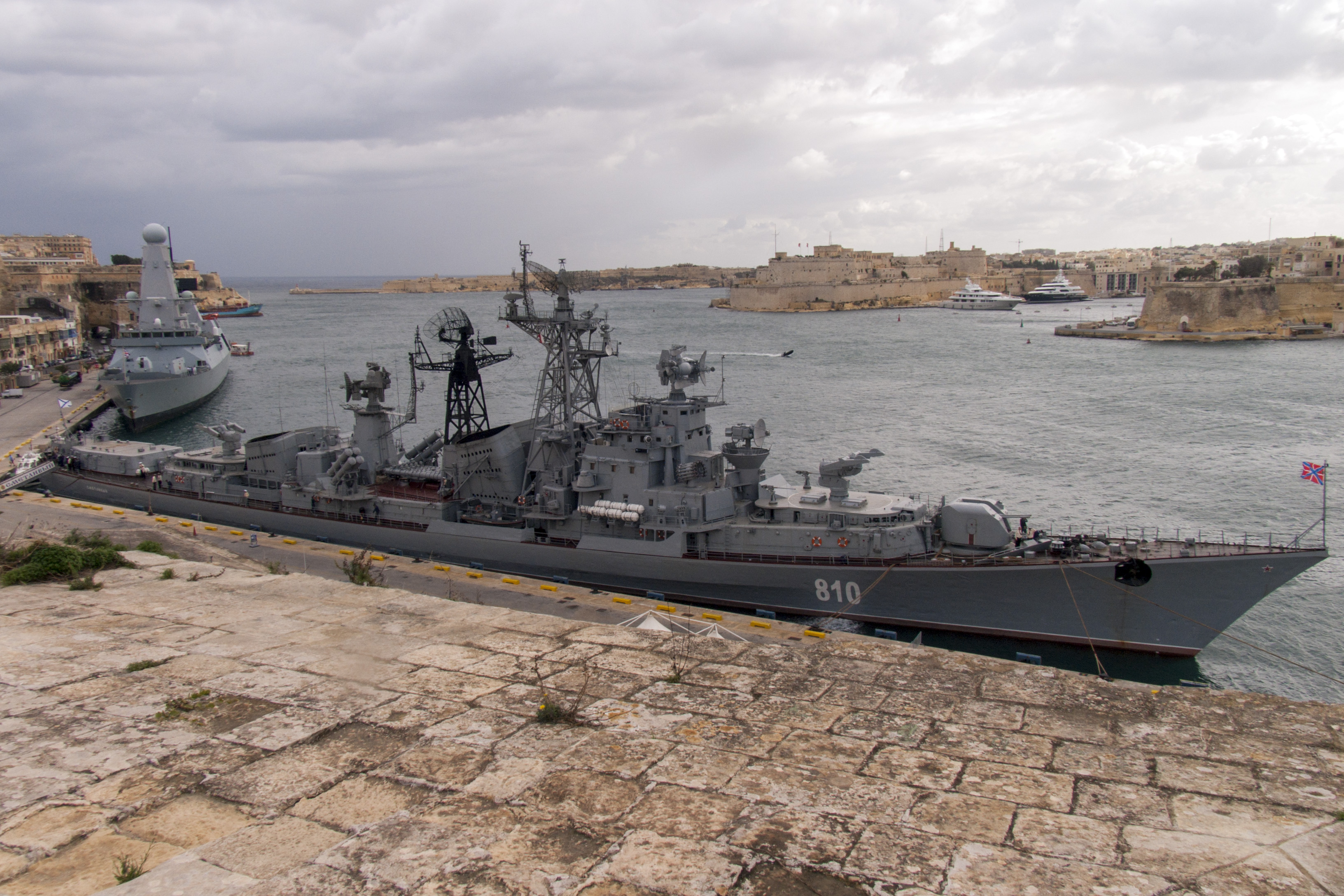
«Сметливый» во время визита в порт Валетта (Мальта) в 2013 году.

В период 30.10-21.11.2011 года «Сметливый» принимал участие в российско-итальянских военно-морских учениях «Ионекс-2011» в Средиземном море с заходом в порт Аугуста (Италия, 13.11-15.11). С 31 марта по 31 мая и с 7 июля по 29 июля 2012 года нёс боевые службы в Средиземном море с заходами в базу ВМФ России в порту Тартус (Сирия).
В период 18.10.2012-04.02.2013 года нёс боевую службу вблизи берегов Сирии.
Во время Операции «Облачный столп» Цахала 23 ноября 2012 года Россия отправила к берегам Газы отряд военных кораблей. В его состав входили ракетный крейсер «Москва», большой противолодочный корабль «Сметливый», большие десантные корабли «Новочеркасск» и «Саратов», морской буксир «МБ-304» и танкер «Иван Бубнов». Корабли направляются «в назначенный командованием район восточного Средиземноморья» и «должны быть готовы к эвакуации российских граждан из Газы, в случае обострения обстановки».
С дружественным визитом 21-23 декабря 2012 года посетил порт Пирей (Греция) участвовал с 5 по 10 ноября в учениях «Иониекс-2012», а с 19 по 29 января 2013 года совместно с ракетным крейсером «Москва» в учениях межфлотской группировки ВМФ России южнее берегов Кипра.
С 12.09.2013 по 08.02.2014 года находился на боевой службе в Средиземном море. С 4 по 9 ноября 2013 года принял участие в российско-итальянских учениях «Иониекс-2013» в заливе Таранто (Италия), посетил с дружественными визитами порты Керкира (Греция, 04.10-06.10), Пирей (Греция, 28.10-31.10) и Тулон (Франция, 13.11-16.11). За время похода «Сметливый» прошёл за 150 суток 22500 миль и не имел аварий и поломок.
В период 30.04.2014-13.09.2014 года выполнял боевые задачи в восточной части Средиземного моря, пройдя за 137 суток более 16700 миль. С 19 июня по 30 августа 2015 года находился в восстановительном ремонте в плавучем доке ПД-30 13-го судоремонтного завода ЧФ. В процессе ремонта на «Сметливом» смонтирована новейшая станция cистемы спутниковой связи «Центавр-НМ3». Корабль проводил ходовые испытания, сдачу курсовых задач и артиллерийские стрельбы 31.08-01.09.2015 и 14.09-15.09.2015 года.

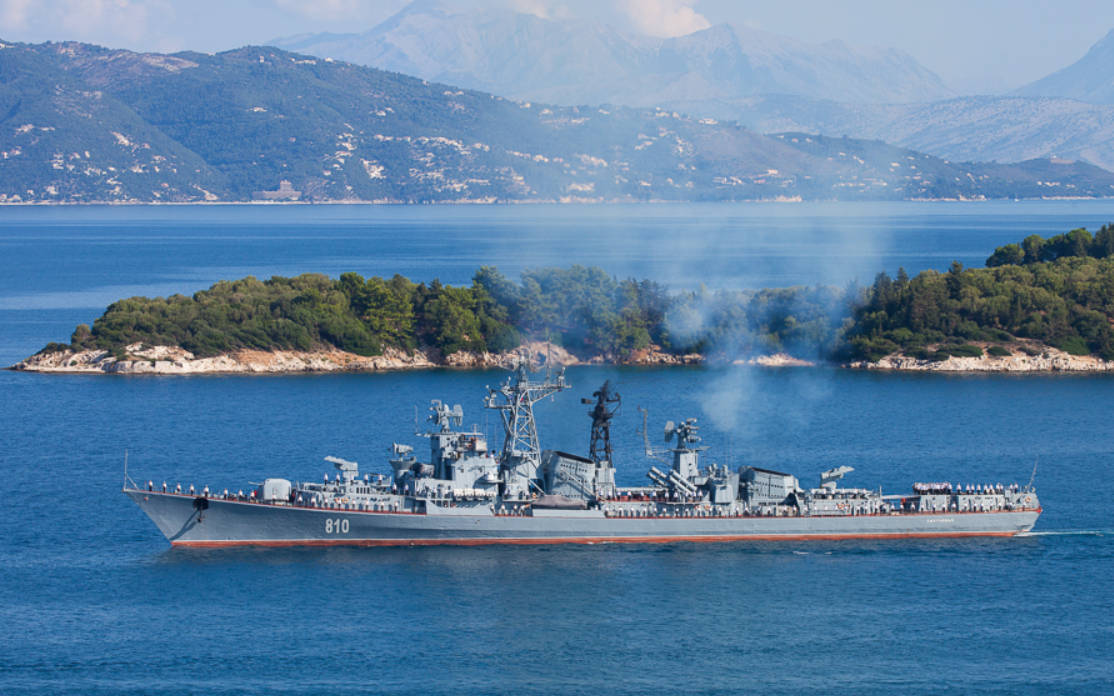
«Сметливый» во время визита на остров Корфу (Греция) в 2015 году.

Под флагом заместителя командующего ЧФ ВМФ России контр-адмирала Ореховского Ю. И. вышел 18 сентября 2015 года на боевою службу с посещением портов Греции и Сирии и проведения учений в составе объединённой группы кораблей ЧФ ВМФ России и ВМС Сирии в Средиземном море. Во время визита 22-23 сентября в город Патры (Греция) на «Сметливый» в дар ЧФ переданы частицы мощей святого апостола Андрея Первозванного. В рамках международного форума «Русская неделя на Ионических островах» корабль 25.09.15 года посетил остров Корфу (Греция), а 26.09.2015 — остров Лефкас (Греция). В составе группы кораблей ЧФ ВМФ России (РКР «Москва», СКР «Ладный» и «Пытливый») с 30 сентября по 7 октября участвовал в учениях у побережья Сирии. После успешного завершения программы боевой службы 28 декабря 2015 года корабль вернулся в Севастополь.
После прохождения ходовых испытаний и сдачи курсовых задач в период 11-12.02.2016 года «Сметливый» 6 марта 2016 года вышел на боевую службу в Средиземное море и с 7 марта 2016 года включён в состав постоянного соединения кораблей ВМФ России. Посещал порт Лимасол (Кипр) 06-07.04.2016 и 06-09.05.2016 года с проведением в нём праздничного парада, посвящённого 71-летию Победы в Великой Отечественной войне. Проведя со 2 по 6 июня 2016 года совместные учения с СКР «Ладный», «Пытливый» и «Адмирал Григорович» и закончив боевую службу в Средиземном море, «Сметливый» 9 июня прошёл проливы Дарданеллы и Босфор, вернувшись в Чёрное море. После выполнения задач по слежению за эсминцем ВМС США DDG-78 «Porter» 12.06.2016 корабль прибыл в город Севастополь.
В августе 2016 года «Сметливый» прошел частичную модернизацию с установкой на надстройке двух станций спутниковой связи VSAT «Аурига 1.2В». С 26 по 31 августа в составе соединения ЧФ ВМФ России он задействован во внезапной проверке боеготовности с формированием корабельных ударных (КУГ), корабельных противолодочных ударных (КПУГ) и минно-тральных (МТГ) групп. В период 05.09-11.09.2016 года «Сметливый» принимал участие в стратегических командно-штабных учениях «Кавказ-2016». При их проведении 7 сентября 2016 года совместно с разведывательным кораблём ССВ-201 «Приазовье» обеспечивал безопасность экономической зоны РФ в Каркинитском заливе и газодобывающих платформ «Черноморнефтегаза» на Одесском и Голицинском месторождениях и до 10.09.16 года патрулировал в Одесском заливе Чёрного моря со слежением за действиями ВМС Украины. На морском полигоне Черноморского флота 25 октября 2016 года провёл зенитные ракетные и артиллерийские стрельбы, отработал задачи по борьбе за живучесть и прохождению минных полей.
«Сметливый» 28.10.2016 года вышел на боевую службу в Средиземном море и в период 30.10.-02.11.2016 года посетил порт Пирей (Греция) для участия в мероприятиях по празднованию 165-летия королевы Греции — великой княгини Ольги Константиновны. Дальнейшая служба корабля проходила в составе межфлотского соединения во главе с ТАКР «Адмирал Кузнецов», в ходе которой за 129 суток им пройдено почти 20000 миль с посещением порта Тартус (Сирия). Пройдя 5 марта черноморские проливы Дарданеллы и Босфор, корабль вернулся в военно-морскую базу ЧФ ВМФ России в Севастополе 6 марта 2017 года.
В мае 2017 года корабль дважды 10.05.2017 и 19.05.2017 года выходил в акваторию Чёрного моря для выполнения задач боевой подготовки с проведением стрельб ЗРК «Волна» и АУ АК-726 по воздушным и наземным целям. Кроме того «Сметливый» и МПК «Суздалец» провели успешный поиск и условное уничтожение подводной лодки «Старый Оскол». По окончании подготовки 21 мая 2017 года корабль вышел на боевую службу и 22 мая вошёл в состав оперативного соединения ВМФ России на Средиземном море. С 25 по 27 мая «Сметливый» под флагом заместителя командующего Черноморским флотом вице-адмирала Валерия Куликова совместно с СКР «Адмирал Григорович» и «Адмирал Эссен» принял участие в зачётном тактическом учении дивизии надводных кораблей ЧФ ВМФ России c проведением конвойной операции, тренировками по организации противовоздушной, противолодочной и противодиверсионной обороны и отработкой встречного морского боя. В их ходе корабль выполнил ракетную стрельбу ЗРК «Волна» по воздушной мишени и поразил огнём артиллерии морскую цель. Позднее корабли соединения отработали совместную атаку условной подводной лодки с выполнением стрельб реактивными глубинными бомбами. По окончании учений и прохождении 01.06.2017 года черноморских проливов 03.06.2017 года «Сметливый» завершил выход на боевую службу.
Для охраны мероприятий Кубка конфедераций-2017 в Сочи с 15 по 24 июня 2017 года патрулировал вблизи черноморского побережья Кавказа совместно с МПК «Суздалец», «Ейск» и «Поворино», МРК «Мираж» и тральщиком «Ковровец». С конца июля по конец ноября 2017 года находился в плавучем доке «ПД-30», а до конца января 2018 года завершал средний ремонт на 13-м судоремонтном заводе ЧФ в Севастополе. Вышел в море 05.02.2018 года для проведения ходовых испытаний с последующим переходом к побережью Болгарии для слежения совместно с СКР «Адмирал Эссен» и МРК «Мираж» за манёврами 2-й корабельной группы НАТО, состоящей из зсминца «Duncan» (Великобритания), фрегатов «Gaziantep» (Турция) и «Regele Ferdinand» (Румыния). С 17 февраля 2018 года выполнял слежение за эсминцем ВМФ США «Carney», а 19 февраля приступил к выполнению задач боевой подготовки совместно с СКР «Адмирал Эссен» и «Пытливый».
«Сметливый» совместно с СКР «Пытливый» 19.04.2018 года провели учения в полигонах боевой подготовки ЧФ в ЧМ с выполнением артиллерийских стрельб по береговым и морским целям. По их окончании корабли 20 апреля 2018 года начали переход к месту боевой службы в Средиземном море, пройдя 21 апреля проливы Босфор и Дарданеллы. После вхождения в состав соединения ВМФ России на СЗМ СКР «Сметливый» и «Пытливый» участвовали в совместном отражении атаки условного противника в составе СКР «Адмирал Эссен» и «Адмирал Григорович», а также отработали порядок действий при нанесении ракетных ударов по береговым целям. 23 августа 2018 года СКР «Сметливый» прошел проливы Босфор и Дарданеллы и 24 августа вернулся к месту базирования в городе Севастополь. Продолжительность боевой службы корабля составила 125 суток.
В июле 2019 года «Сметливый» осуществляет наблюдение за действиями кораблей НАТО, участвующих в военно-морских учениях «Sea Breeze-2019» в Чёрном море. Последние выходы корабля для выполнения задач слежения за кораблями НАТО состоялись в августе, а для проведения ходовых испытаний — в октябре 2019 года.
На заседании коллегии Министерство обороны РФ в декабре 2019 года «Сметливый» включен в книгу рекордов МО с формулировкой «50 лет в составе Военно-Морского Флота». Основанием принятого решения явилось двукратное превышение кораблем проектных сроков службы. В ноябре 2019 года ветераны 30-й дивизии надводных кораблей Черноморского флота выступили с предложением о переоборудовании выводимого из боевого состава флота СКР «Сметливый» в корабль-музей с установкой в Южной бухте города Севастополь. По словам члена Совета Федерации Валерия Куликова предложение поддержано Министром обороны РФ и Главным командованием ВМФ РФ.

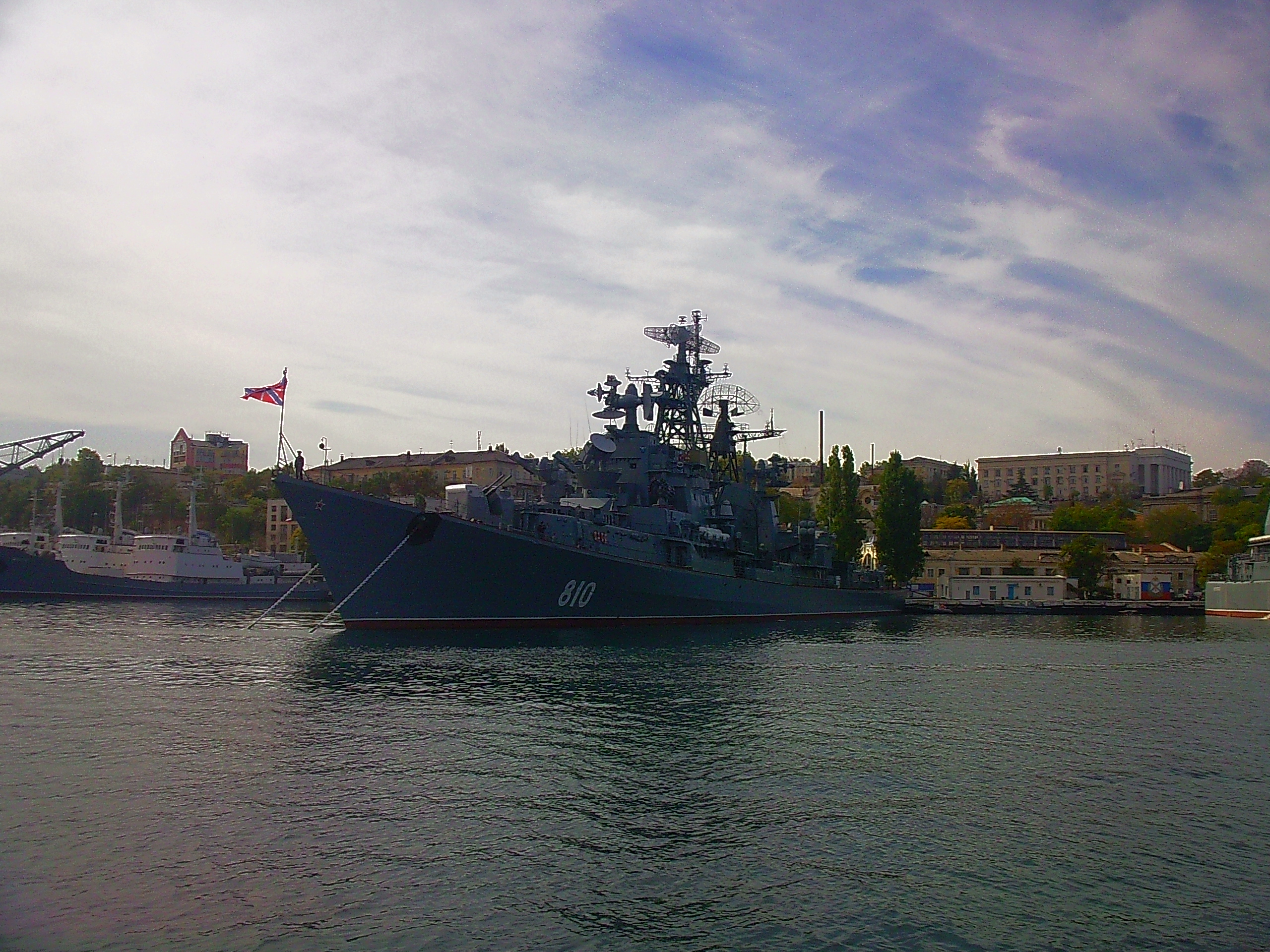
«Сметливый» как корабль-музей в Южной бухте города Севастополь в 2021 году.

В начале 2020 года «Сметливый» выведен из состава кораблей первой линии ВМФ России в резерв. Значительная часть экипажа корабля отправлена в г. Калининград на корвет «Ретивый», достраиваемый на ССЗ «Янтарь» для Черноморского флота. 11 июля 2020 года «Сметливый» поставлен в Сухой док 13-й судоремонтного завода ЧФ для проведения полного цикла ремонтных работ и конвертации в корабль-музей. 10 августа 2020 года корабль выведен из дока с установкой на Минной стенке у входа в Южную бухту Севастополя. На борту остался экипаж сокращенного состава, который будет обеспечивать его исправность и живучесть. В последующие недели им выполнены заключительные работы по подготовке корабля к долговременной стоянке и посещения его туристами. 27 августа «Сметливый» был исключен из списков ВМФ России, а 28 августа в торжественной обстановке на нем спустили военно-морской флаг и передали парку «Патриот» Южного военного округа. Открытие корабля-музея с началом проведения тематических экскурсий на нем и примыкающей выставке корабельного вооружения состоялось в День Черноморского флота 13 мая 2021 года.

## Инцидент в Эгейском море

#### Версия Минобороны России
По сообщению Министерства обороны Российской Федерации (Минобороны России) 13 декабря 2015 года в 9 ч. 03 м московского времени вахтенная служба корабля обнаружила на расстоянии около 1000 метров турецкое судно, приближающееся с правого борта к стоящему на якоре у острова Лемнос (Греция) СКР «Сметливый». Несмотря на многочисленные попытки «Сметливого» экипаж турецкого сейнера не шёл на радиоконтакт с российскими моряками и не отвечал на специальные визуальные сигналы светового семафора и сигнальных ракет. При сближении турецкого сейнера с российским сторожевым кораблём на расстояние около 600 метров, в целях недопущения столкновения кораблей, по ходу движения турецкого судна на расстоянии гарантированного непоражения, было применено стрелковое оружие, сразу после этого турецкое судно резко сменило курс и, не выходя на контакт с российским экипажем, продолжило движение мимо СКР «Сметливый» на расстоянии 540 метров. В связи с происшедшим в Эгейском море инцидентом заместителем министра обороны России Анатолием Антоновым в Минобороны России вызван военный атташе при посольстве Турции в России.

#### Версия капитана сейнера
В интервью турецким СМИ Музаффер Гечиджи, капитан сейнера «Гечиджилер Балыкчылык 1» сообщил, что по окончании лова в международных водах у Лесбоса они отправились своим обычным маршрутом для разгрузки улова на соседствующий с греческим островом Лемнос турецкий остров Гёкчеада, при этом на маршруте движения присутствовали различные суда. По словам Музаффера Гечиджи ни он сам, ни экипаж не заметили выстрелов и не обратили внимание на присутствие российского военного корабля; о том, что по их курсу стрелял российский корабль, ему и экипажу сейнера сообщили уже на берегу.

## Командиры корабля
- капитан 3-го ранга Макаров Лев Александрович (1968—1970),
- капитан-лейтенант Шипов Валерий Александрович (1970—1973),
- капитан 3-го ранга Гармашев Александр Александрович (1973—1974),
- капитан 3-го ранга Дементьев Юрий Николаевич (1974—1977),
- капитан-лейтенант Рыков Юрий Николаевич (1977—1978),
- капитан 3-го ранга Чернов Александр Матвеевич (1978—1982),
- капитан 3-го ранга Дзюба Владимир Павлович (1982—1984),
- капитан 3-го ранга Ярошенко Юрий Иванович (1984—1987),
- капитан 3-го ранга Троян Александр Владимирович (1987—1989),
- капитан 3-го ранга Молчанов Александр Константинович (1989—1991),
- капитан 2-го ранга Зубков Валерий Яковлевич (1991—1996),
- капитан 2-го ранга Хоружевский Константин Васильевич (1996—1998),
- капитан 3-го ранга Смагин Сергей Георгиевич (1998—1999),
- капитан 2-го ранга Смоляк Игорь Владимирович (1999—2002),
- капитан 2-го ранга Алексеев Константин Александрович (2002—2009),
- капитан 2-го ранга Скоков Виктор Николаевич (2009—2013),
- капитан 2-го ранга Зайцев Андрей Юрьевич (2013—2016),
- капитан 2-го ранга Савченков Сергей Валерьевич (2016—2020).
- капитан 3-го ранга Линяев Виталий Владимирович (2020 — н.в.)